# Средище (Моравське Топлице)
Средище (словен. Središče) — поселення в общині Моравське Топлице, Помурський регіон, Словенія. Висота над рівнем моря: 246,2 м.